# Bray picard
Le bray picard est un fromage fabriqué en Picardie, dans la  partie picarde du Pays de Bray, à l'ouest de Beauvais, dans le département de l'Oise.

## Historique
Il s'agit d'un fromage au lait cru dont l'origine n'est pas historiquement connue. Oubliée, sa fabrication a été réactivée par Jean-Marie BEAUDOIN en septembre 1993.

## Lieux de production
La production traditionnelle du bray picard se trouve à Villers sur Auchy à la limite des départements de l'Oise et de la Seine-Maritime et à Grémévillers près de Marseille-en-Beauvaisis.

## Fabrication
Le lait de vache est enrichi de crème avant le caillage, d'où le nom de « double-crème » qu'on lui donne parfois. Ce fromage crémeux est affiné une quinzaine de jours. C'est un fromage à croûte fleurie : la moisissure « fleurie » a l’apparence d’un duvet blanc.

## Caractéristiques
Le bray picard se présente sous la forme d'un court cylindre. C'est un fromage crémeux à 50% de matière grasse. Il a un léger goût de beurre et prend un caractère plus affirmé en vieillissant. Ce fromage est de la même famille que le neufchâtel ou le brillat-Savarin. 
Le bray picard a obtenu la « Médaille de bronze » au concours de la foire aux fromages de La Capelle (Aisne), en 1994.
En plus du bray picard nature, il existe le bray picard aux graines de lin et le bray picard aux graines de cameline.